# Медина, Карлос (андоррский футболист)
Карлос Медина (кат. Carlos Medina; 17 июня 1965) — андоррский футболист, защитник. Выступал за клуб «Сан-Жулиа» и национальную сборную Андорры.

## Биография

### Клубная карьера
С 1996 года по 2003 год играл за клуб «Сан-Жулиа», который выступал в чемпионате Андорры.

### Карьера в сборной
13 ноября 1996 года национальная сборная Андорры проводила свой первый международный матч против Эстонии и Исидре Кодина вызвал Карлоса в стан команды. Товарищеская встреча закончилась поражением сборной карликового государства со счётом (1:6), Медина вышел на 10 минуте вместо Жули Санчеса, однако в начале второго тайма его заменили на Кристобаля Аранду. Эта игра стала для Карлоса Медины единственной в составе сборной.